# Agropyron thomsonii
Agropyron thomsonii är en gräsart som beskrevs av Joseph Dalton Hooker. Agropyron thomsonii ingår i släktet kamveten, och familjen gräs. Inga underarter finns listade i Catalogue of Life.